# EVO2 (路面電車車両)
EVO2は、チェコのコンソーシアムであるアライアンスTWが展開する路面電車車両。車内全体の床上高さが低い超低床電車である。

## 概要
複数の企業によって構成されるチェコのコンソーシアムであるアライアンスTWが展開する、片運転台式の2車体連接車がEVO2である。車内全体の床上高さを最大500 mmに抑え、高低差を緩やかな傾斜で繋ぐ事で車内の段差を無くしている他、各地の路面電車に残存する旧型電車と比較して騒音が抑制されている。

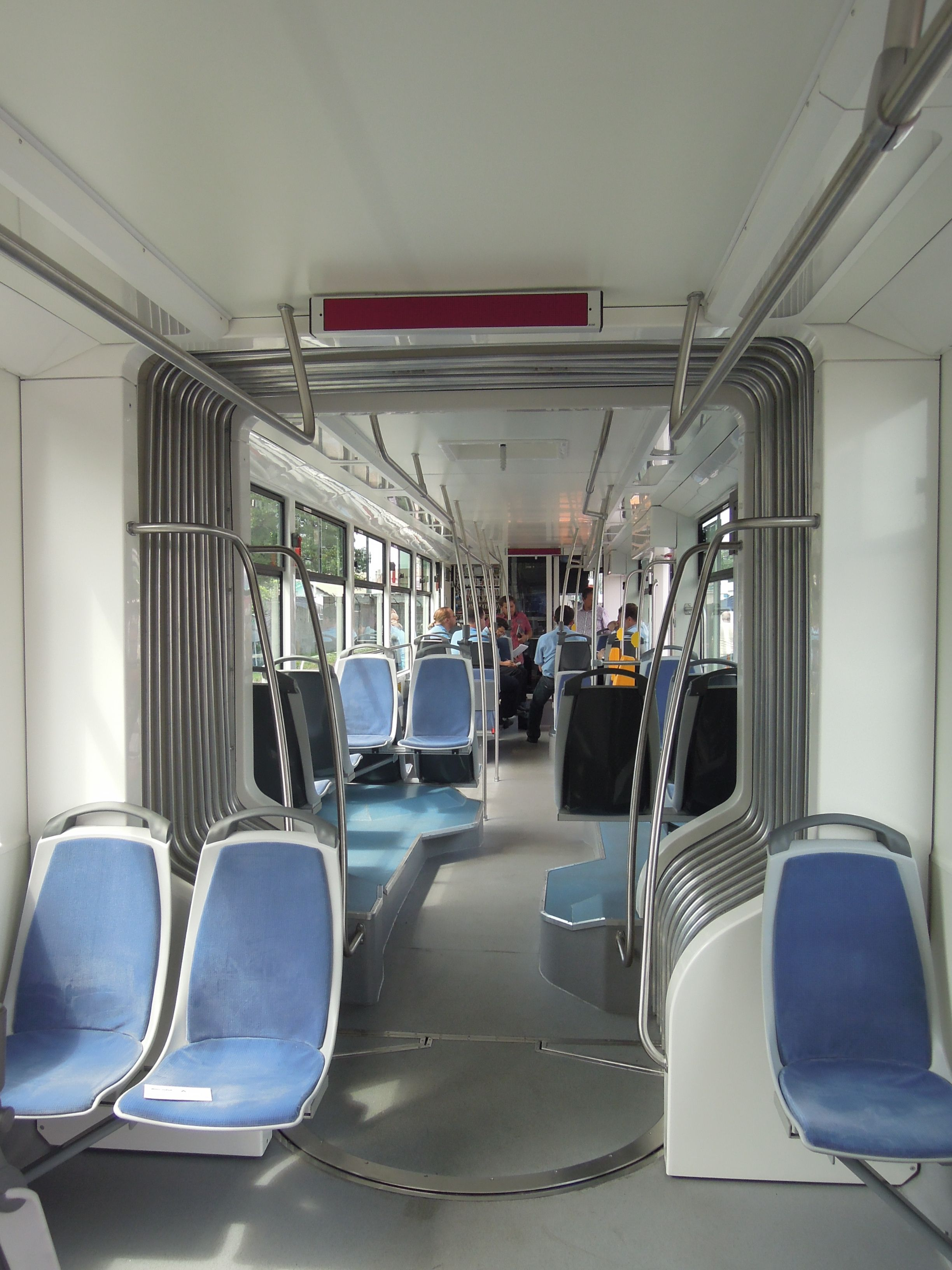
車内（前方）
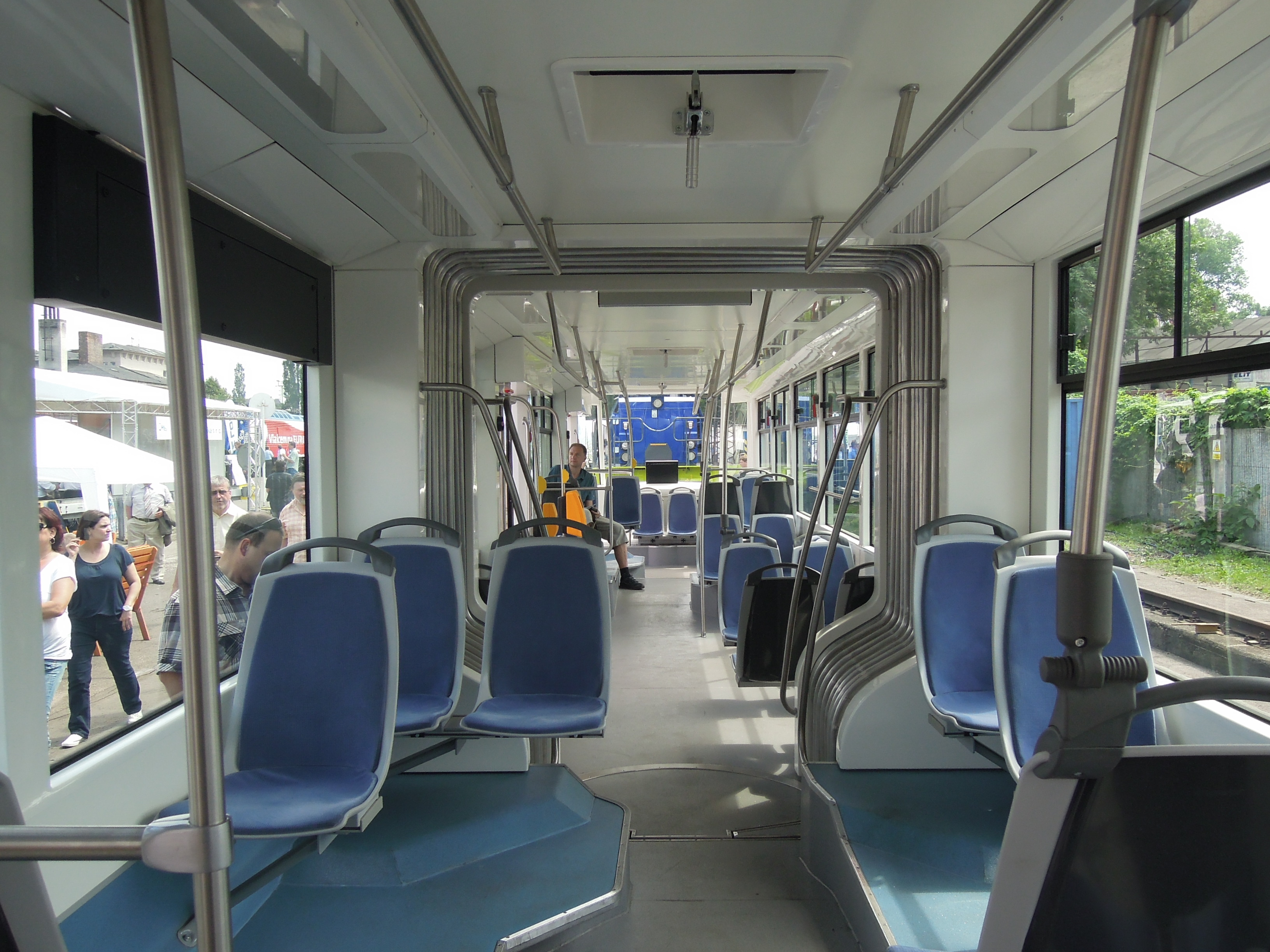
車内（後方）

アライアンスTWはEVO2の世界的な展開を目標としており、標準軌（1,435 mm）に加えてロシア連邦等の路面電車で用いられる1,524 mmの軌間にも対応可能な設計となっている。また、車体を増結したEVO3（3車体連接車）、EVO4（4車体連接車）もラインナップに加えている。各編成の主要諸元は以下の通り。
| 形式 | 全長     | 重量  | 定員 | 定員  | 出力  |
| 形式 | 全長     | 重量  | 着席 | 最大  | 出力  |
| ---- | -------- | ----- | ---- | ----- | ----- |
| EVO2 | 21,650mm | 27.5t | 46人 | 161人 | 390kw |
| EVO3 | 29,600mm | 37.5t | 63人 | 233人 | 520kw |
| EVO4 | 42,000mm | 55.0t | 92人 | 322人 | 650kw |

## 運用
試作車はチェコのリベレツで路面電車（リベレツ市電）を運営するリベレツ＝ヤブロネツ・ナド・ニソウ公共交通会社へ向けて2012年に製造され、同年9月25日から営業運転を開始した。2021年の時点で同市電向け車両の増備は行われていないものの、2010年代後半以降チェコの各都市へ向けて多数の量産車の製造が実施され、旧型電車の置き換えに用いられている。2021年時点で運用に就く、もしくは運用に就く予定の車両は以下の通り。
| EVO2 導入都市一覧 | EVO2 導入都市一覧                                  | EVO2 導入都市一覧 | EVO2 導入都市一覧       | EVO2 導入都市一覧 |
| 導入国            | 都市                                               | 導入車両数        | 備考・参考              |                   |
| ----------------- | -------------------------------------------------- | ----------------- | ----------------------- | ----------------- |
| チェコ            | ブルノ (ブルノ市電)                                | 41両(予定)        | タトラK2の置き換え用    |                   |
| チェコ            | プルゼニ (プルゼニ市電)                            | 14両(予定)        | シュコダ03Tの置き換え用 |                   |
| チェコ            | モスト リトヴィーノフ (モスト・リトヴィーノフ市電) | 11両(予定)        | [ 8 ]                   |                   |
| チェコ            | リベレツ (リベレツ市電)                            | 1両               | 試作車                  |                   |

ブルノ（2020年撮影）
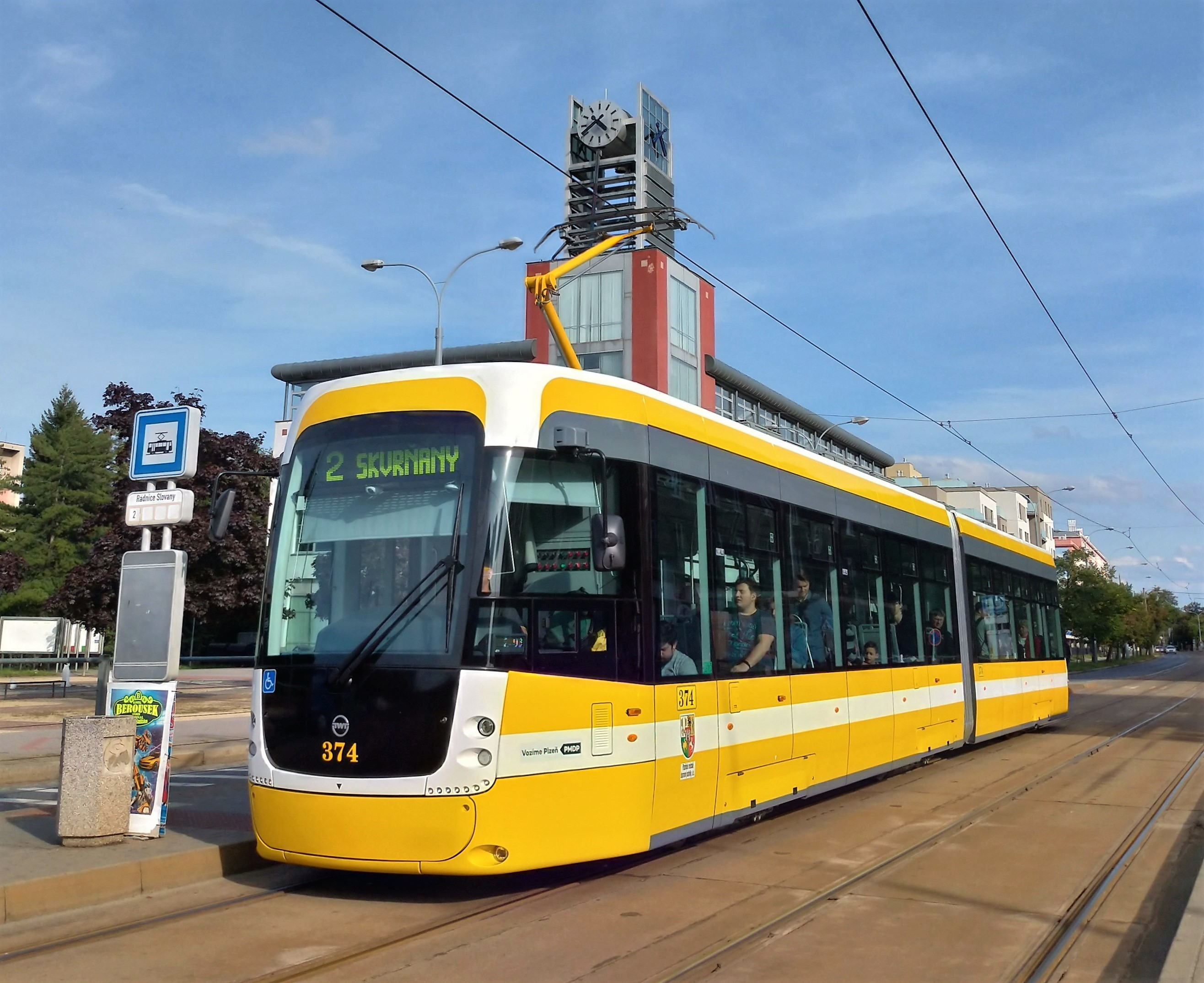
プルゼニ（2019年撮影）
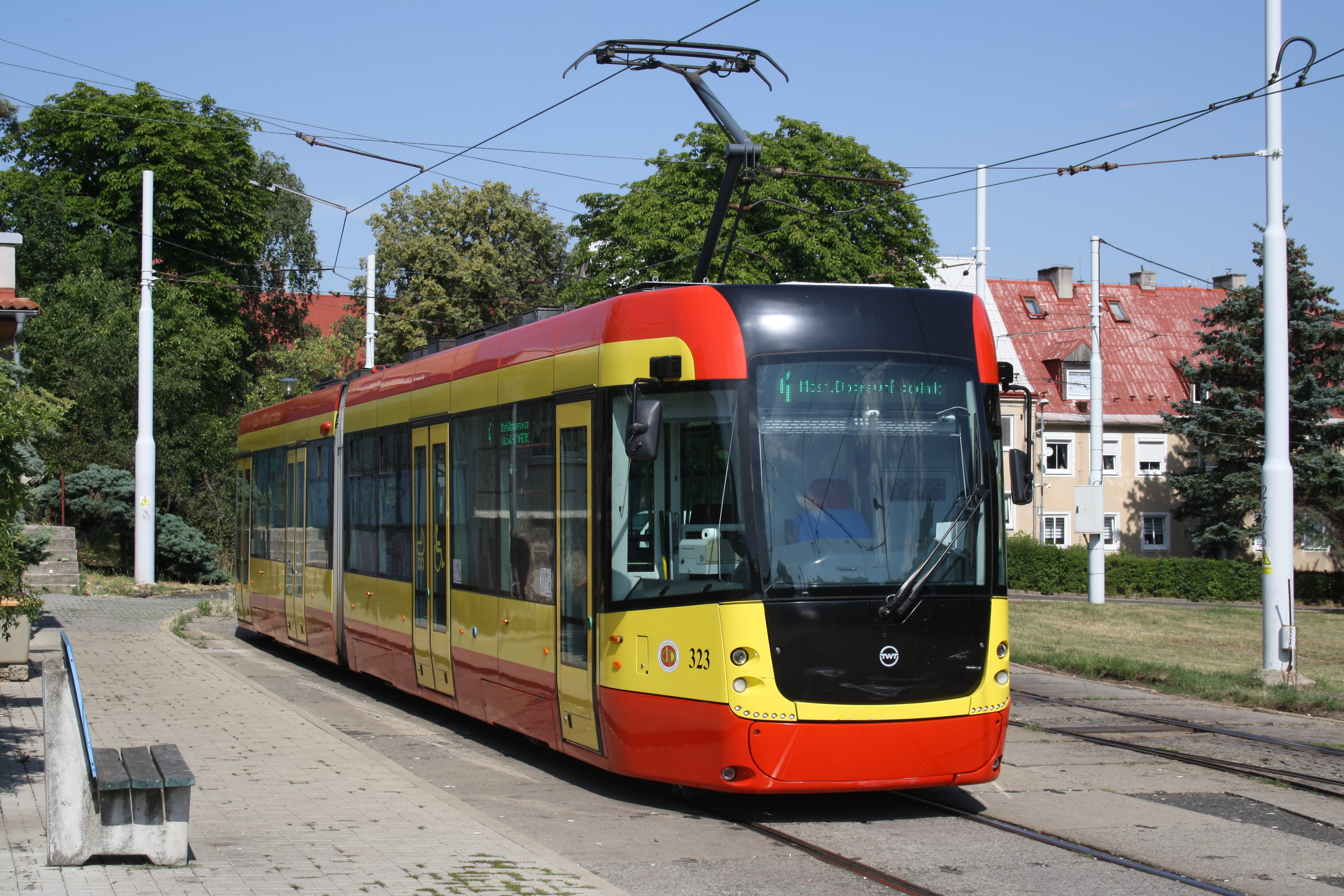
モスト（2023年撮影）
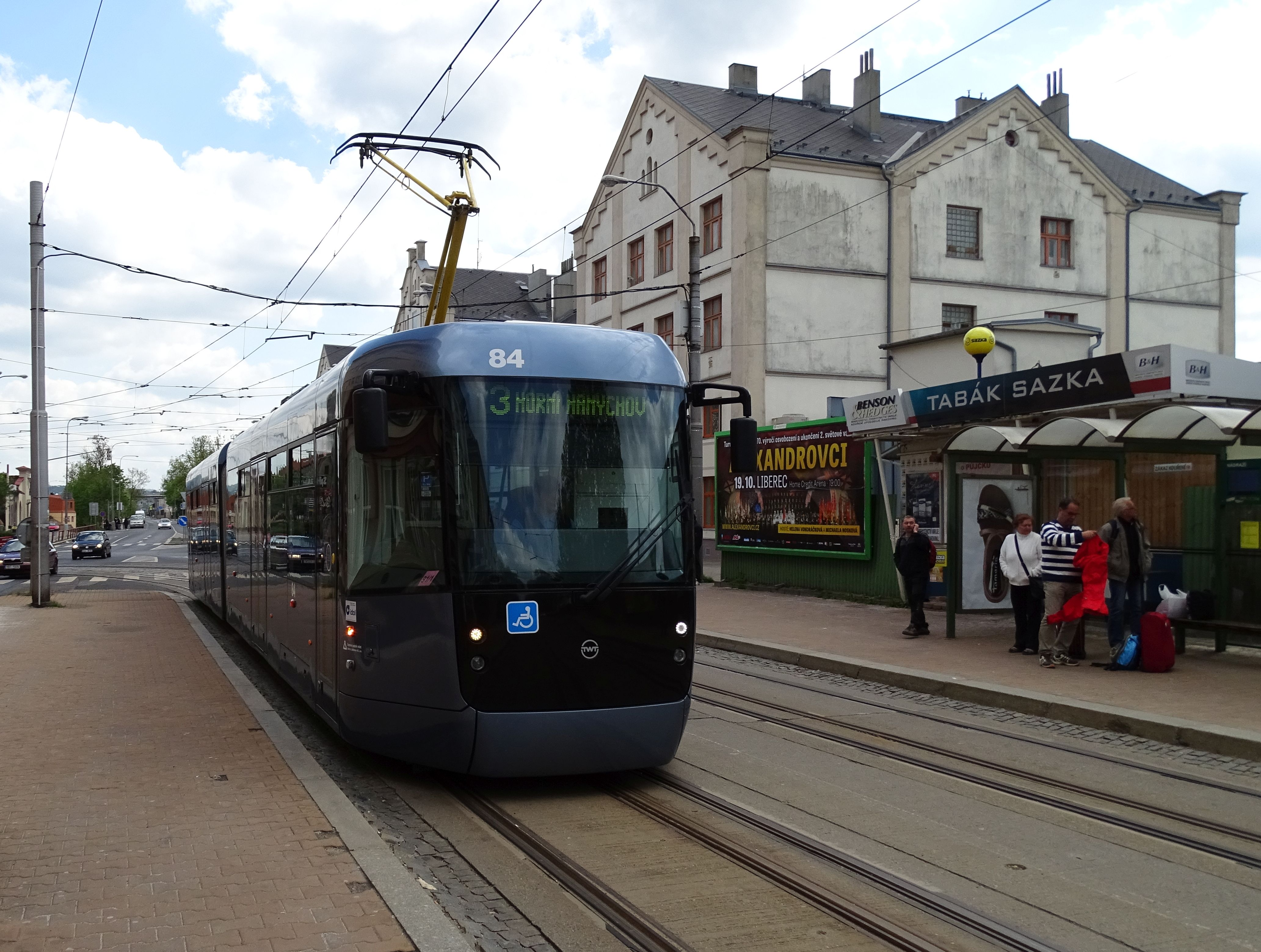
リベレツ（2015年撮影）